# G-funk
G-funk, of gangsta-funk, is een vorm van hiphop die begin jaren 1990 ontstond aan de westkust van de Verenigde Staten.

## De stijl
G-funk ontstond voor het grootste gedeelte door oude funknummers trager af te spelen. De muziek bevat meerdere  synthesizerpartijen, trage hypnotiserende drums, een zware bas, vrouwelijke achtergrondvocalen, samples uit oude p-funknummers en een hoge tussen de tonen glijdende keybordmelodie, dat kenmerkend zou worden van het genre. Anders dan eerdere rapacts, die funksamples gebruikten, als EPMD en The Bomb Squad, bevatte g-funk meestal minder onbewerkte samples.
Het genre werd gekenmerkt door een over het duidelijk hedonistische levensvisie, waarbij geweld, seks en drugsgebruik expliciet besproken werden. De raps werden op een lijzige manier over de muziek gelegd. De teksten waren over het algemeen eenvoudig van aard. G-funk was, gedurende vier jaar, het belangrijkste subgenre van hiphop, gerekend vanaf The Chronic, het debuutalbum van Dr. Dre eind 1992, tot de snelle teloorgang in de jaren 1995 en 1996.

## Ontstaan

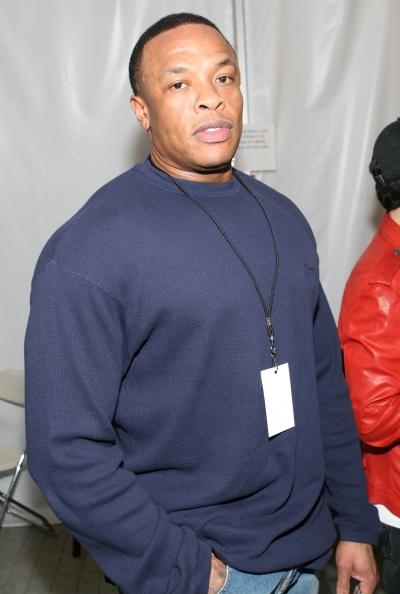
Dr. Dre

Er is nog al wat discussie over wie de uitvinder is van de g-funk. Het gezelschap rond Dr. Dre wordt over het algemeen genoemd als belangrijkste ontwikkelaar van de sound. De eerste tekenen van de Parliament- en Funkadelic-achtige baslijnen, ondersteund met een hoge, klagerige synthesizerpartij zijn te horen op de single Alwayz Into Something van N.W.A op het album Niggaz4Life uit 1991. Toen Dr. Dre in 1992 op Death Row Records zijn succesvolle debuutplaat The Chronic uitbracht (en diens g-funkgeluiden), werd g-funkstijl in één klap het populairste subgenre van de mainstreamhiphop. Een belangrijk vertolker van g-funk uit het gezelschap van Dr. Dre is de zanger Nate Dogg, die zich onderscheidde door zijn zware zangstem.
Tegengeluiden beweren echter dat Dr. Dre het concept van de g-funk gestolen heeft van de rapact Above The Law. Op de EP Vocally Pimpin' uit 1991 promoten zij al het nieuwe album Black Mafia Life in de track B.M.L. Commercial deze zat al vol met g-funkgeluiden. Het uiteindelijke album Black Mafia Life kon niet uitgegeven worden omdat Dr. Dre Ruthless voor Death Row had verruild en de deal met Epic stelde dat Dr. Dre eraan mee gewerkt moest hebben. In februari 1993 werd het album alsnog uitgegeven. Het is in ieder geval zo dat een aantal songs op Black Mafia Life dezelfde samples bevat als songs op The Chronic. Above The Law blijft tot de dag van vandaag volhouden dat zij de uitvinders zijn van de g-funkstijl.
Anderen maken een vergelijking tussen de g-funk en de uit San Francisco afkomstige Mobb Music, die nooit is doorgebroken naar de mainstream, maar een aantal dezelfde elementen bevat als g-funk, maar verschilt met meer tempovariaties, minder glijdende synthesizers, Moogbaslijnen en meer live instrumenten.

## Invloed
Na het uitkomen van The Chronic, stortten veel West Coast-producenten, en zelfs enkele East Coast-producenten, zich op de g-funkstijl. Vooral producenten Warren G en DJ Quik verwierven snel faam in het genre. Ook Daz, labelgenoot van Dr. Dre op Death Row Records, begon zijn muziek in dezelfde stijl te produceren, waaronder het succesvolle Dogg Food, de debuutplaat van Tha Dogg Pound. Binnen een paar jaar was er een ware g-funkscene ontstaan aan de West Coast, met producenten als QDIII, Rhythm D, Spice 1, Boody Rhymes Madness 4 Real, Dr. Jam, Brotha Lynch Hung, E-A-Ski, CMT, Tootie, N.O. Joe, T-Mix, Brian G, Yella en Sam Sneed. In een nummer van het tijdschrift XXL waarin aandacht werd besteed aan het debuutalbum Ready to Die van The Notorious B.I.G., zei producent Easy Mo Bee dat hij zich voor de productie van dit album ook liet inspireren door de g-funk. Naast de West Coast was g-funk ook populair in het zuiden van de Verenigde Staten, met artiesten zoals E.S.G., Fat Pat, 8Ball & MJG, Mr. 3-2 en Devin The Dude.

## Kritiek en teloorgang
Al voor het succes van The Chronic, maakten rapgroepen uit de gouden eeuw van de hiphop als Public Enemy en Native Tongues Posse confronterende teksten waarin thema's als drugmisbruik, armoede, racisme en emancipatie van de Afro-Amerikaanse bevolking centraal stonden. De rappers uit de g-funkstroming hadden ook zeer directe teksten, die voornamelijk handelden over het gewelddadige gangstaleven, dat Dr. Dre's groep N.W.A populair had gemaakt eind jaren 1980. Dit kwam de rappers op veel kritiek te staan van mensen, die de rappers beschuldigden van het verwaarlozen van de inhoud van rapteksten.
Ook vanuit de hiphopstroming zelf kwam steeds meer kritiek op de teksten. Zo liet rapper Common uit Chicago in 1994 in zijn lied I Used to Love H.E.R.' zich uit over het lage niveau van de g-funksongteksten.
Kritiek op het gebrek aan inhoud van de teksten deed ook steeds meer hiphopliefhebbers reiken naar East Coast-albums als Enta Da Stage van Black Moon, Enter the Wu Tang van de Wu-Tang Clan, Illmatic van Nas en Ready to Die van The Notorious B.I.G. Met name dit laatste album zorgde voor een opleving van de East Coast-hiphop en maakte van Bad Boy Records een geduchte concurrent van de, door Death Row Records gedomineerde, West Coast-hiphopscene.
Ondanks de vele kritiek en de toenemende roep om censuur van rapteksten, werden albums als The Chronic en Doggystyle geroemd door critici en waren ze commercieel zeer succesvol. De singles Nuthin' but a 'G' Thang van Dr. Dre en Gin and Juice van Snoop Dogg, werden beeldbepalend voor de g-funk van deze periode.
Invloeden van de g-funk vallen ook duidelijk te horen in het meest populaire werk van rapper Tupac Shakur, waaronder Heavy in the Game van het album Me Against the World en Can't C Me van All Eyez on Me, dat werd geproduceerd door Dr. Dre en uitgegeven door Death Row Records.

## Einde van de g-funkperiode
Eind 1995 en 1996 vonden enkele incidenten plaats die het einde van de g-funkperiode inluidden. Dr. Dre vertrok in 1995 met ruzie bij Death Row Records om zijn eigen label op te richten. In hetzelfde jaar overleed oud-N.W.A-rapper Eazy-E aan aids. Er werden diverse processen gevoerd tegen Blackmarket Records wegens het zeer gewelddadige en opruiende werk van Brotha Lynch Hung. Dit leidde een hele reeks aanklachten in tegen diverse West Coast-g-funkrappers. Op 13 september 1996 overleed rapper Tupac Shakur als gevolg van een schietpartij. Daarnaast werd Death Row Records labelbaas Suge Knight veroordeeld wegens afpersing.
Dit alles zorgde voor een snelle teloorgang van de g-funkscene. Van de artiesten, die doorgingen in de g-funkstijl verdwenen de meesten al snel in de anonimiteit. Dr. Dre vernieuwde en verbreedde zijn geluid op het album Dr. Dre Presents the Aftermath in 1996 en het album The Firm: The Album, dat hij produceerde. Beide albums behaalden goede verkoopresultaten, maar waren in vergelijking met Dr. Dre's overige werk stukken minder succesvol en maakten maar weinig indruk binnen de hiphopwereld.

## Invloed op de hedendaagse popmuziek
Ondanks de snelle teloorgang van het genre, heeft de g-funk een blijvende indruk achtergelaten op de hiphop en de popmuziek in het algemeen. Zo worden meer dan voorheen zware funksynthesizers gebruikt. Ook is het gebruik van vocoders, om de zang elektronisch te kunnen werken een erfenis uit de g-funkperiode.
Invloeden van g-funk zijn duidelijk terug te horen op het comebackalbum 2001 van Dr. Dre uit 1999, dat een breuk laat horen met de stijl van The Chronic, maar duidelijk zijn wortels heeft in de g-funk.
De g-funksound wordt nog regelmatig toegepast door diverse rapartiesten en -producenten. Zo brachten oudgedienden DJ Quik en Warren G in 2005 nieuwe albums uit, die commercieel succesvol waren en goede kritieken kregen. Commercieel minder succesvol, maar erg populair onder de liefhebbers van het genre zijn Foesum en Suga Free, die in 2006 hun debuutalbums uitbrachten. Ook rapper Kokane, die in hetzelfde jaar een drieluik presenteerde, laat horen beïnvloed te zijn door de g-funk. In 2007 bracht Tha Dogg Pound hun laatste album Dogg Chit uit, waarop het traditionele g-funkgeluid te horen is.